# Can Parés (Cabanelles)
Can Parés és una masia del municipi de Cabanelles (Alt Empordà) inclosa en l'Inventari del Patrimoni Arquitectònic de Catalunya.

## Descripció
Situada al nord-est del nucli urbà del veïnat d'Espinavessa, al sud-est del municipi de Cabanelles al qual pertany, a l'esquerra del camí que porta d'Espinavessa a Navata.
Masia de planta rectangular formada per tres cossos adossats, amb les cobertes de teula de dues vessants. Els dos cossos laterals estan distribuïts en planta baixa i pis, mentre que el central presenta dos pisos superiors. La façana principal, orientada a migdia, presenta un portal d'accés d'arc rebaixat bastit amb maons, damunt del qual hi ha un petit rellotge de sol. Damunt seu una finestra rectangular de maons i, al pis superior, una obertura d'arc rebaixat reformada. La resta d'obertures són rectangulars, tot i que presenten diverses refeccions de recent factura. Les dues obertures de l'extrem de llevant del parament, una finestra al pis i un portal a la planta baixa, són d'arc parabòlic bastit amb maons. Adossat a la façana posterior de l'habitatge hi ha un petit cos d'una sola planta, cobert amb un teulat d'un sol vessant. A la façana de llevant hi ha un proxo adossat destinats a les tasques agrícoles.
La construcció és bastida amb còdols, pedra sense treballar i maons, disposat irregularment i lligat amb abundant morter de calç.

## Història
Segons el Pla Especial d'identificació i regulació de masies i cases rurals de l'ajuntament de Cabanelles Can Pares és una edificació construïda vers el 1800.